# Simon Ngaka
 (février 2021).
La mise en forme du texte ne suit pas les recommandations de Wikipédia : il faut le « wikifier ».
Les points d'amélioration suivants sont les cas les plus fréquents :
- Les titres sont pré-formatés par le logiciel. Ils ne sont ni en capitales, ni en gras.
- Le texte ne doit pas être écrit en capitales (les noms de famille non plus), ni en gras, ni en italique, ni en « petit »…
- Le gras n'est utilisé que pour surligner le titre de l'article dans l'introduction, une seule fois.
- L'italique est rarement utilisé : mots en langue étrangère, titres d'œuvres, noms de bateaux, etc.
- Les citations ne sont pas en italique mais en corps de texte normal. Elles sont entourées par des guillemets français : « et ».
- Les listes à puces sont à éviter, des paragraphes rédigés étant largement préférés. Les tableaux sont à réserver à la présentation de données structurées (résultats, etc.).
- Les appels de note de bas de page (petits chiffres en exposant, introduits par l'outil «  Source ») sont à placer entre la fin de phrase et le point final[comme ça].
- Les liens internes (vers d'autres articles de Wikipédia) sont à choisir avec parcimonie. Créez des liens vers des articles approfondissant le sujet. Les termes génériques sans rapport avec le sujet sont à éviter, ainsi que les répétitions de liens vers un même terme.
- Les liens externes sont à placer uniquement dans une section « Liens externes », à la fin de l'article. Ces liens sont à choisir avec parcimonie suivant les règles définies. Si un lien sert de source à l'article, son insertion dans le texte est à faire par les notes de bas de page.
- La présentation des références doit suivre les conventions bibliographiques. Il est recommandé d'utiliser les modèles {{Ouvrage}}, {{Chapitre}}, {{Article}}, {{Lien web}} et/ou {{Bibliographie}}. Le mode d'édition visuel peut mettre en forme automatiquement les références.
- Insérer une infobox (cadre d'informations à droite) n'est pas obligatoire pour parachever la mise en page.

Pour une aide détaillée, merci de consulter Aide:Wikification.
Si vous pensez que ces points ont été résolus, vous pouvez retirer ce bandeau et améliorer la mise en forme d'un autre article.
Simon Ngaka est un artiste musicien camerounais, auteur-compositeur, interprète, ingénieur de son, journaliste, écrivain et producteur né le 26 octobre 1977 à Douala. Simon Ngaka est de l’ethnie Ewodi du département du Nkam, du groupe ethnique Sawa (peuple), riveraine du fleuve Wouri, qui court tout le long des régions du littoral et du Sud-Ouest du Cameroun.

## Biographie
Né d'un père musicologue, Jengué Ngallè Gustave, maître de chantre à l'Église Évangéliste du Cameroun, ainsi qu'à Sankey et de Bellè Enyenguè Ruth Lafortune, choriste à Sion Deïdo, Simon Ngaka a su en moins d'une décennie trouver sa place dans l'univers musical et littéraire camerounais. Rempli des enseignements musicaux de son papa, décédé en 2011, Simon Ngaka lance Saimondy, son entreprise et label de production et d'édition baptisé de son pseudonyme en 2008, à qui il dote trois sites internet selon les objectifs.
Avec son label Saimondy, il fait sa première production en octobre 2010 avec le single C’est la femme de Nathalie de Jésus. Tour à tour ce sera au tour de Franklyn, Baby Sidney, Dooh Mara, Miky Fasastone, Esty Dolland de passer par son label. Simon Ngaka est aujourd'hui l'un des artistes musiciens dont le savoir faire est très sollicité dans les studios de musiques.
Comme auteur, compositeur et interprète, il sort son premier single en 2015 (Massoma mam), puis un autre en 2016 (Aimer c’est partager), et son album en 2017 (Massoma mam).
Journaliste et blogueur prolifique, il va commettre son premier livre en 2019, Destins liés, puis un second en 2020. Son troisième livre sort en 2022 et le quatrième en 2024, tous édités par sa maison d'édition.

## Carrière
Simon Ngaka est auteur de plusieurs œuvres littéraires et musicales. C’est avec son label de production et d'édition Saimondy qu’il produit, édite et dispose des services dans l'art.

### Comme Ingénieur de son
- Mixage et mastering de C’est la femme de Nathalie de Jésus (Single, 2010).
- Mixage, mastering de Boom sex du rappeur et animateur radio et télé Franklyn (Single, 2010).
- Mixage, mastering de Boom sex du rappeur et animateur radio et télé Franklyn, (Album, 2011).
- Mixage et mastering de Yabassi de Dooh Mara (2011).
- Mastering de Enfin ! de Moulongo Oscar, (Album, 2012).
- Mixage et mastering de My Wonderfull God de Sidney Pepemsi (Album, 2012).
- Mixage et mastering de Mes mots sont des larmes de Miky Fasastone (Single, 2012).
- Mixage et mastering de Juste un bout de pain de Tony Tonal (Album, 2015).
- Mixage et mastering de Ndol’asu de l’artiste Esty Dolland (Maxi de 3 titres, 2020).
- Mixage et mastering de Massoma mam (Simon Ngaka, 2015).
- Mixage et mastering de Aimer c’est partager (Simon Ngaka, 2016).
- Mixage et mastering de Massoma mam (Album, Simon Ngaka, 2017).
- ReMixage et mastering de Massoma mam (Album, Simon Ngaka, 2020).
- Mixage et Mastering de la bande musicale originale de la série Femmes risquées de la comédienne et productrice Dovie Kendo (Femmes risquées, 2021)[3],[4].

### Comme réalisateur de clip
- C’est la femme de Nathalie de Jésus (2010).
- L’ouvrier du rap de Franklyn (2011).
- Quelqu’un d’autre de Franklyn (2012).
- Mes mots sont des larmes de Miky Fasastone (2012).
- Malama de Baby Sidney (2012).
- Mina de Sidney Pepemsi (anciennement Baby Sidney, 2013).
- Ndol’asu de Esty Dolland (2020).
- Nyong’a ndolo de Sidney Pepemsi (2020).

### Comme Producteur

#### Audio
- C’est la femme de Nathalie de Jésus (single, 2010).
- Boom sex de Franklyn (single, 2010).
- Boom sex de Franklyn, (Album, 2011).
- Enfin ! de Moulongo Oscar (album, 2012).
- Yabassi de Dooh Mara (2011).
- Enfin ! de Moulongo Oscar, (Album, 2012).
- My Wonderfull God de Sidney Pepemsi (Album, 2012).
- Mes mots sont des larmes de Miky Fasastone (Single, 2012).
- Massoma mam de Simon Ngaka, (Single, Saimondy, 2015).
- Aimer c’est partager de Simon Ngaka (Single, 2016).
- Massoma mam de Simon Ngaka (Album, Saimondy, 2017).
- reMixage et mastering de Massoma mam de Simon Ngaka (Album, 2020).

#### Vidéos
- C’est la femme de Nathalie de Jésus (2010).
- L’ouvrier du rap de Franklyn (2011).
- Quelqu’un d’autre de Franklyn (2012).
- Mes mots sont des larmes de Miky Fasastone (2012).
- Malama de Baby Sidney (2012).
- Mina de Sidney Pepemsi, anciennement Baby Sidney, (2013).
- Ndol’asu de Esty Dolland (2020).
- Nyong’a ndolo de Sidney Pepemsi (2020).

## Discographie
- Massoma mam (single, 2015).
- Aimer c’est partager (single, 2017).
- Massoma mam (Album, 2017, remix 2020).

## Vidéographie
- Massoma mam (Saimondy, 2015).
- Douala o Mongèlè (Saimondy, 2020).

## Collaborations
- C’est la femme de Nathalie de Jésus (2010).
- Ouvrier du rap de Franklyn (Boom sex, 2011).
- Quelqu’un d’autre de Franklyn (Boom sex, 2011)
- Remember Rudy de Franklyn (Boom sex, 2011).

## Publications littéraires
- Destins liés[5].
- Prisonnier de l’Informel: Vivre au jour le jour[6],[7]
- L'histoire de Léa na Mundo: La ville de Douala en parle encore[8].

- La Grande Mutante: De la ruée vers l'hymen à la décrue[9].

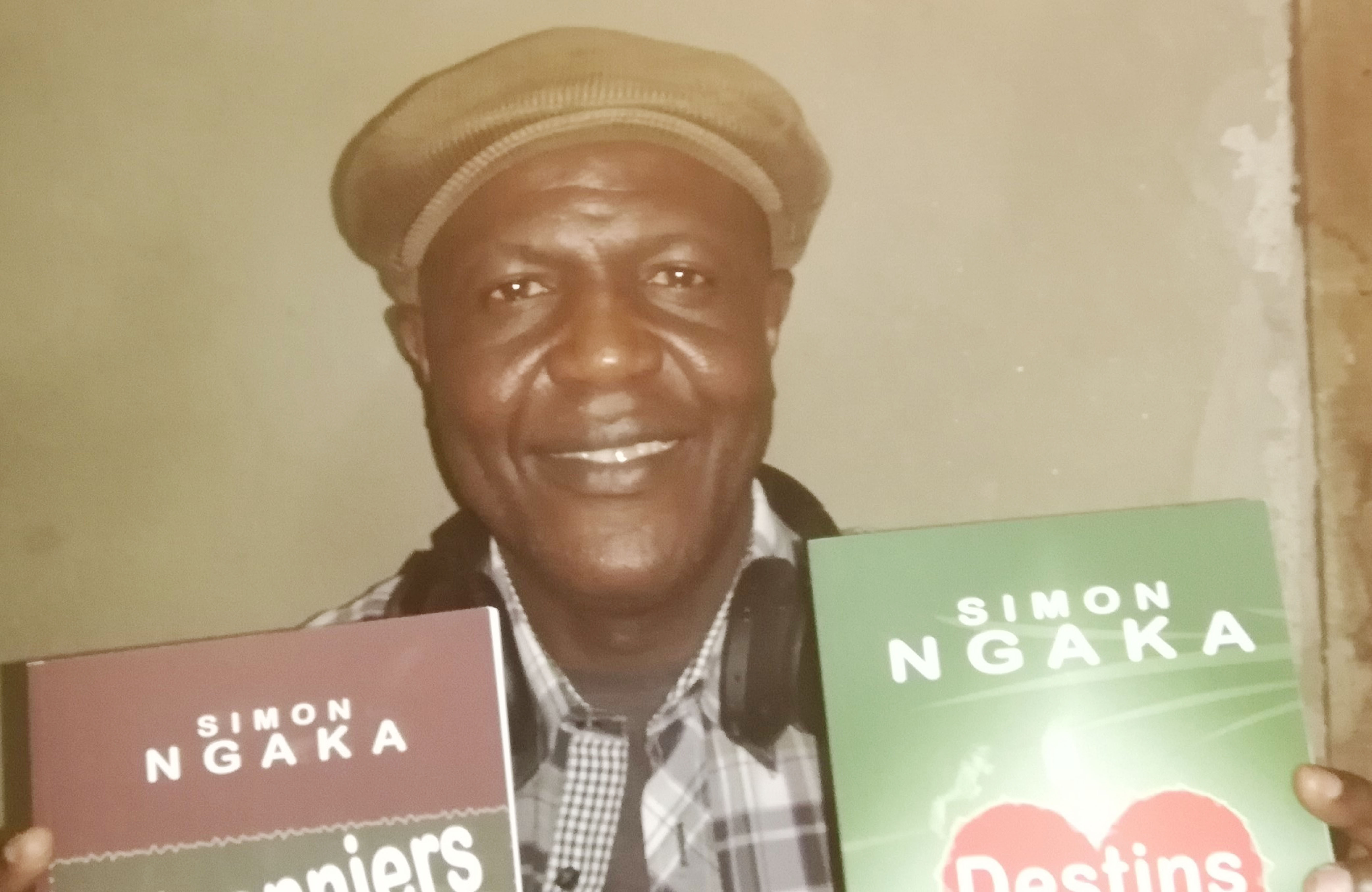
L'écrivain Simon Ngaka présente ses 2 livres

## Médias
- Directeur de publication de Saimondy (depuis 2011)[10].
- Journaliste et analyste géopolitique à l’hebdomadaire Ça Presse depuis 2016 (Journal papier et en ligne). Il en est le Rédacteur en Chef depuis septembre 2022[11].
- Pigiste à l’hebdomadaire Première Heure de J.B. Baloko depuis 2019.
- Consultant actualités géopolitique sur la télévision Afrique Média de 2020 à 2022.
- Consultant géopolitique du sport sur la télévision Dash Tv depuis 2022.

### Réalisations
- Lancement de 3 sites internet Saimondy (.com, .org, .net, 2011).
- Post-production et réalisation de l’émission Natural Hip Hop sur la radio Dynamic Fm, avec l’artiste et animateur radio et télé Franklyn en présentateur (2012-2015).
- Réalisation et production du générique 100 pour 100 Protocole pour la télé Dan Broadcasting System (DBS, 2013).
- Réalisation de plusieurs bandes publicitaires audios (2011 - 2017).
- Massoma mam est le générique de l’émission culturelle Bienvenue à Bord sur la Cameroon Radio and Television (CRTV, la chaine nationale du Cameroun, télévision, radio et web) 7 avril 2017.

#### Ont repris ses articles de presse
- Camerlink[12],[13].
- Web5 Biangue[14].
- Camer be[15].
- Find Global[16].
- Coups Francs[17].
- Tic-guinee[18].
- News Cameroun[19].
- Cam Lions[20].
- Observatoire Régional des Transports Maritimes[21].

## Influences
Simon Ngaka est passé sous plusieurs influences qui ont façonné sa vie professionnelle actuelle. Il a longtemps écouté Sam Mbendè, Tom Yom’s, Phil Collins, Bob Marley, Whitney Houston, Dina Bell et très récemment Richard Bona, en ce qui concerne la musique. Mongo Beti / Eza Boto, Cheikh Hamidou Kane, André Brink, Gérald de Villiers, pour ce qui est de la littérature.

## Fonctions occupées au sein des organismes culturels
- Membre sociétaire de la Sociladra (Société civile des droits de la littérature et des arts dramatiques) depuis 2005 (page 21 n°86)[22].
- Membre du RAMCA (Rassemblement  des artistes musicien du Cameroun), depuis  2016.
- Membre de la défunte Socam (Société Camerounaise de l’art musical), 2009-2017.
- Membre de la Sonacam (Société nationale camerounaise de l’art musical) depuis 2017.
- Membre et Communicateur pour le compte de la MAMAC (Mutuelle des artistes musiciens et Assimilés du Cameroun), depuis 2019.
- Vice-Président de NIk’EVA Productions, association dont les missions sont la promotion des valeurs culturelles africaines.
- Celcom du Pôle de coordination régional de la Fédération Camerounaise de Mixted Martial Arts et des Disciplines Affinitaires du (FECAMMADA) du Littoral